# Piper marginatum
Espèce
Synonymes
- Artanthe catalpifolia (Kunth) Miq.
- Artanthe marginata (Jacq.) Miq.
- Piper anisatum Kunth
- Piper catalpifolium Kunth
- Piper decumanum Aubl.
- Piper marginatum var. anisatum (Kunth) C. DC.
- Piper marginatum var. catalpifolium (Kunth) C. DC.
- Piper marginatum var. clausum Yunck.
- Piper patulum Bertol.
- Piper patulum var. cordifolium Trel.
- Piper quiriguanum Trel.
- Piper san-joseanum C. DC.
- Piper san-joseanum var. chiriquinum Trel.
- Piper san-joseanum var. kobense Trel.
- Piper san-joseanum var. minus Trel.
- Piper san-joseanum var. panamanum Trel.
- Piper san-joseanum var. remediosense Trel.
- Piper san-joseanum var. tabogense Trel.
- Piper uncatum Trel.
- Piper uncatum var. levyanum Trel.
- Schilleria catalpifolia (Kunth) Kunth
- Schilleria marginata (Jacq.) Kunth[2]

Piper marginatum est une espèce de plantes à fleurs de la famille des Piperaceae. C'est un arbrisseau néotropical commun dans les zones rudérales ombragées.
Il est commun sur le littoral guyanais, où on le connaît sous les noms de ti bombe, feuille bombe (Créole), utiuti kamwi (Palikur), pimenta-do-mato, Santa-Barbara (Portugais), pikin man lembelembe (Aluku), ou encore ailleurs cake bush, Anesi wiwiri, marigold pepper (anglais), Hinojo(espagnol).

## Utilisations
Les populations Créoles se baignent et se frictionnent avec la décoction des feuilles pour soulager des démangeaisons, notamment liées aux piqûres d'insecte. Chez les Palikur, elle entre dans la composition de remèdes contre les maux de tête, la diarrhée et les troubles hépatiques.
Cette plante est aussi utilisée en bain de vapeur, notamment pour ses vertus astringente afin de raffermir le vagin chez les populations Busi-nenge du Suriname.
L'huile essentielle tirée de la plante présente des propriétés larvicides sur le moustique Aedes aegypti.

## Chimie
Ses feuilles froissées dégagent une odeur fortement anisée en raison de leur huile essentielle riche en anéthol (environ 40 %). Elle contient aussi α et β-pinène, limonène, π-cymène, cinéol et β-eudesmol, des dérivés d'eugénol (méthyleugénol et méthylisoeugénol), et d'autres substances encore,,